# 763
763 (DCCLXIII) je bilo navadno leto, ki se je po julijanskem koledarju začelo na soboto.

## Dogodki
- 1. januar

## Smrti
- Šantideva, indijski budistični jogi in filozof (* 685)